# چنار (عجب‌شیر)
چنار یکی از روستاهای استان آذربایجان شرقی است که در دهستان دیزجرود شرقی بخش قلعه‌چای شهرستان عجب‌شیر واقع شده‌است.
جمعیت این روستا بر پایهٔ نتایج سرشماری عمومی نفوس و مسکن سال ۱۳۸۵ خورشیدی، برابر با ۱٬۱۷۳ نفر بوده‌است.

## حادثه سیل ۱۳۹۶
پرتلفات‌ترین حادثه سیل ۱۳۹۶ شمال غرب ایران در روستای چنار اتفاق افتاد که در طی آن ۲۱ نفر از مردم روستا در غافلگیری کامل قربانی سیل شدند. جسد ۱۷ نفر از قربانیان در روزهای بعد پیدا شد. مردم و مسولان این روستا بر خلاف ادعای مسولان استان آذربایجان شرقی مبنی بر خبر رسانی برای تخلیه از بی اطلاعای خود از وقوع سیل خبر داده‌اند.